# Over and Over (Puff Johnson)
Over and Over is een nummer van de Amerikaanse zangeres Puff Johnson uit 1997. Het is de derde en laatste single van haar enige studioalbum Miracle. Tevens staat het op de soundtrack van de komediefilm The First Wives Club.
"Over and Over" is een R&B-ballad over een stukgelopen relatie. Het nummer flopte in Amerika, maar werd wel een bescheiden succesje in het Verenigd Koninkrijk, Australië, Noorwegen en Nederland. In de Nederlandse Top 40 kwam het tot de 20e positie.